# کوه پیکو د لورو
کوه پیکو د لورو (به لاتین: Mount Pico de Loro) یک کوه در فیلیپین است که در Maragondon واقع شده‌است. کوه پیکو د لورو ۶۸۸ متر بالاتر از سطح دریا واقع شده‌است.